# Ingeborg Hermelin
Nanny Jane Ingeborg Hermelin, född 7 februari 1904 i Ekebyborna församling, Östergötlands län, död 11 april 2000 i Falu Kristine församling, Dalarnas län, var en svensk lektor.

## Biografi
Ingeborg Hermelin var dotter till friherre Joseph Hermelin och Jane, född von Koch. Hon var femte barnet i en syskonskara på sju samt halvsyster till Honorine Hermelin och helsyster till Carin (Casan) Hermelin. Efter hemundervisning och privatskola studerade hon på Brummerska skolan i Stockholm men beslöt att gå vidare mot studentexamen och skrev in sig på "Skrapan" i Uppsala. Där tändes hennes livsintresse för klassiska språk. 
Hon tog studenten 1924 och gick studerade sedan vidare vid Uppsala och Lunds universitet. 1934 disputerade hon för filosofie doktorsgrad på en avhandling om en grekisk biskop på 400-talet. 1984 promoverades hon till jubeldoktor.
Som ung studentska reste hon till Svenska institutet i Rom och följde undervisningen där. Hon reste tillbaka 1959, och hon vistades sex veckor i Grekland. Hon ledde även ett flertal konstresor till Florens, Venedig och andra städer.
Eftersom det var svårt att få ett lektorat i Stockholm, flyttade Ingeborg Hermelin tillbaka till Falun där hon fick lektorstjänst på vid Falu högre allmänna läroverk. Hon undervisade i latin och grekiska under närmare 30 år fram till sin pension 1969.  
1949 grundade hon tillsammans med seminariets rektor Ragnar Liljedahl Humanistiska Föreningen i Falun. Hon arbetade även en tid som sekreterare i Fredrika Bremer-förbundet. En gata i bostadsområdet Lilla Källviken i Falun är sedan 2010 uppkallad efter Ingeborg Hermelin.
Ingeborg Hermelin är begravd på Säby kyrkogård i Tranås kommun.